# MPX-Steckverbinder

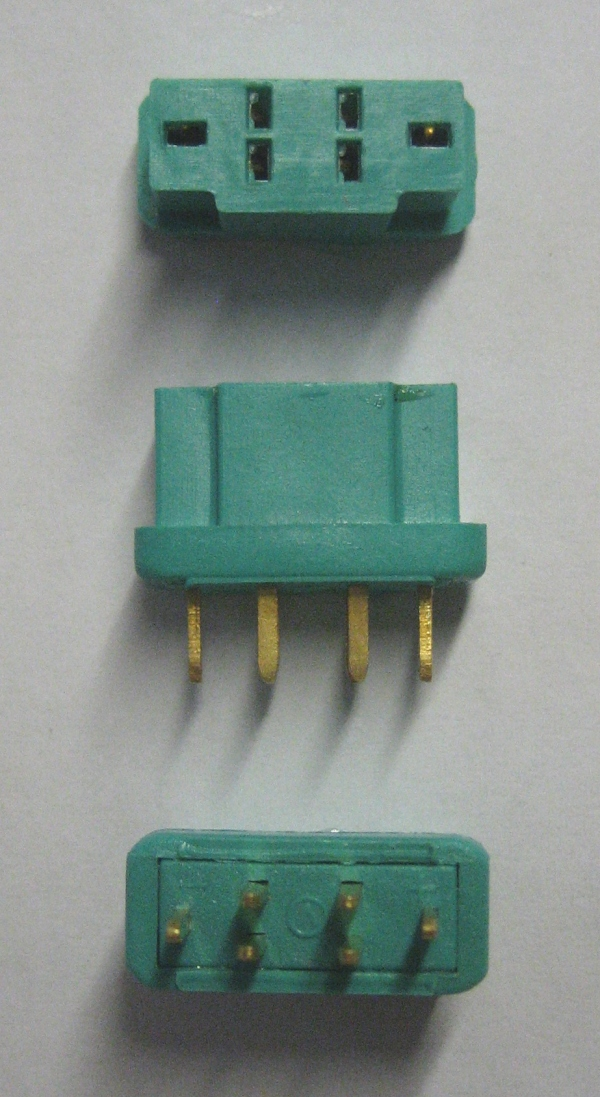
Ansichten des MPX-Steckverbinders

MPX-Steckverbinder sind im Modellbau verwendete, sechspolige, verpolungssichere Steckverbinder für Hochstromanwendungen. Die Steckverbinder werden von Multiplex Modellsport, einem Unternehmen zur Produktion von Modellbauartikeln, hergestellt.

## Aufbau
Zur Unterscheidung von anderen Stecksystemen des Herstellers werden die Stecker entsprechend der Anzahl der Kontakte als MPX-Stecker M6 bezeichnet, die Buchsen haben die Bezeichnung MPX-Buchse M6.
Sie besitzen keine Zugentlastung und keinen Knickschutz. Durch den Steckverbinder können bis zu 35 A Dauerstrom und für 30 s bis zu 60 A geleitet werden, allerdings sind in diesem Fall je drei vergoldete Kontaktzungen parallelzuschalten.

### Dimensionen
Der Stecker/die Buchse haben eine Größe von (B×H) 16 mm × 7 mm.
Zur Steckrichtung baut der Stecker/die Buchse 16 mm/14 mm auf.

## Einsatzgebiete
MPX-Steckverbinder finden Verwendung als Hochstromsteckverbindung bei der Stromversorgung, beispielsweise für die Anschlüsse von Akkumulatoren. Dabei müssen jeweils drei Kontaktzungen parallel geschaltet werden.
Bei geringen Strömen ist eine Parallelschaltung der Kontaktzungen nicht erforderlich und es können beispielsweise vier Servos plus Servostromversorgung über einen Stecker geführt. Die Stromversorgung der Servos wird gemeinsam für alle Servos über gesamt zwei Kontakte (+ und −) geführt, die restlichen vier Kontakte stehen für die Impulsleitungen der Servos zur Verfügung. Eine verbindliche Vorschrift für die Pinbelegung existiert nicht.